# Nuala Ní Dhomhnaill
Nuala Ní Dhomhnaill (pronuncia irlandese [ˈn̪ˠuəlˠə n̠ʲiː ˈɣoːnˠəl̠ʲ]; Lancashire, 1952) è una poetessa irlandese, nota per la sua influenza sulla rivitalizzazione della lingua irlandese nella poesia moderna.

## Biografia
Nata a Lancashire, Inghilterra, da genitori Irlandesi, si è trasferita a 5 anni in Irlanda ed è cresciuta nella Penisola di Dingle Gaeltacht e a Nenagh, Contea di Tipperary. Suo zio, Monsignore Pádraig Ó Fiannachta di Dingle, era un'autorità del Munster Irish. Sua madre gli ha insegnato a parlare inglese, nonostante lei stessa fosse una parlante Irlandese. Suo padre e la sua famiglia parlavano un ottimo irlandese e lo usavano tutti i giorni, ma sua madre ha pensato che parlare solo inglese avrebbe reso la vita più facile per Nuala.
Lei ha studiato Inglese e Irlandese all'UCC nel 1969 ed è entrata a far parte nel gruppo dei poeti 'Innti'. Nel 1973 ha sposato Doğan Leflef, geologo Turco, e ha vissuto in Turchia e nei Paesi Bassi per sette anni.
Un anno dopo il suo ritorno nel 1980 alla Contea di Kerry, ha pubblicato la sua prima collezione di poesie in Irlandese, An Dealg Droighin (1981); è diventata un membro di Aosdána. Ní Dhomhnaill ha pubblicato molto e le sue opere includono raccolte di poesie, opere teatrali per bambini, sceneggiature, antologie, articoli,  recensioni e saggi. Tra le sue opere ci sono Féar Suaithinseach (1984); Feis (1991), and Cead Aighnis (1998). Le poesie di Ni Dhomhnaill appaiono tradotte in inglese nelle edizioni bilingue: Rogha Dánta/Selected Poems (1986, 1988, 1990); The Astrakhan Cloak (1992), Pharaoh's Daughter (1990), The Water Horse (2007), and The Fifty Minute Mermaid (2007). La sua poesia Dubh (ar thitim Shrebenice, 11ú Iúil, 1995) e la sua riflessione sul Massacro di Srebrenica del 1995, sono stati tradotti in inglese da Paul Muldoon e sono incluse in An Leabhar Mòr (2008). I suoi Selected Essays (saggi selezionati) sono apparsi nel 2005. La sua poesia, 'Mo Ghrá-Sa (Idir Lúibini)', fa parte del  Leaving Certificate curriculum for Irish.[citation needed]
Ha interpretato il ruolo secondario dell'esaminatrice orale Irlandese nel film del 1997, How to Cheat in the Leaving Certificate. [citation needed]
Lei scrive poesia esclusivamente in Irlandese e citata per aver detto che "l'Irlandese è la lingua della bellezza, dell'importanza storica, delle radici antiche e una propensione immensa per l'espressione poetica attraverso il suo utilizzo quotidiano". Ní Dhomhnaill parla anche Inglese, Turco, Francese, Tedesco e Olandese fluentemente.
La scrittura di Ní Dhomhnaill si focalizza sulla ricca tradizione orale e sul patrimonio dell'Irlanda e attinge particolarmente storie antiche dal Folclore Irlandese e dalla mitologia Irlandese, assieme ai temi contomperanei del femminismo, sessualità, e cultura. La sua poesia Mitopoiesi esprime una realtà alternativa e lei spesso parla delle sue ragioni nella reinterpretazione e reinvenzione dei miti che sono parte integrate della letteratura Irlandese e della cultura irlandese. Ní Dhomhnaill ha dichiarato che "il Mito è la base, la fondamentale struttura della nostra realtà, una narrativa che che appoggiamo nel caos delle sensazioni per dare un senso alle nostre vita".

## Vita privata
Il marito di Ní Dhomhnaill è morto nel 2013. Lei vive vicino Dublino ed è una broadcaster della radio e televisione Irlandese.

## Onororificenze
Ní Dhomhnaill ha ricevuto tante borse di studio, premi, e bursaries. Lei ha anche vinto numerosi premi internazionali per opere che sono state tradotte in francese, tedesco, polacco, italiano, norvegese, estone, giapponese e inglese. Leo è una delle più note scrittrici in lingua irlandese. È stata professoressa di poesia dal 2001 al 2004, e la prima professoressa di Poesia Irlandese (lingua). Le sue carte sono raccolte al Collegio di Boston nella libreria di Burns. Nel Marzo 2018 ha ricevuto Zbigniew Herbert International Literary Award per i suoi successi nella poesia.

## Pubblicazioni

### Poesia: collezioni principali
- An Dealg Droighin (Cló Mercier, 1981)
- Féar Suaithinseach (Maigh Nuad, 1984)
- Feis (Maigh Nuad, 1991)
- Pharaoh's Daughter (1990)
- The Astrakhan Cloak (1992, Translated by Paul Muldoon)
- Spíonáin is Róiseanna (Cló Iar-Chonnachta, 1993)
- Cead Aighnis (An Sagart, An Daingean, 1998)
- The Water Horse: Poems in Irish (Gallery, 1999, Aistriúcháin le Medbh McGuckian agus Eiléan Ní Chuilleanáin)
- Northern Lights (Gallery Press, 2018)

### Poesia: edizioni selezionate
- Rogha Dánta/Selected Poems (Raven Arts, 1986, Translated by Michael Hartnett)

### Raccolta di Saggi
- Selected Essays (New Island, 2005)
- Cead Isteach / Entry Permitted (University College Dublin Press, 2017)

### Opere teatrali
- Jimín (Children's drama, Dublin, 1985)
- Na Peirsigh (translation of Aeschylus, Amharclann na Péacóige, Dublin, 2024)